# Фармер, Брайан
Фре́дерик Бра́йан Уэ́бб Фа́рмер (англ. Frederick Brian Webb Farmer; 29 июля 1933, Уордсли, Уэст-Мидлендс — 1 июня 2014) — английский футболист. Играл на позиции флангового защитника.

## Биография

### Клубная карьера
Фармер в возрасте 17 лет присоединился к клубу «Бирмингем Сити», но за основную команду дебютировал в 1956 году. В составе «синих» Фармер отыграл суммарно восемь сезонов, принимал участие в двух финалах Кубка ярмарок в 1960 и 1961 годах, которые были проиграны «Барселоне» и «Роме» соответственно.
В 1962 году Фармер стал игроком «Борнмута», в котором отыграл три сезона и завершил карьеру игрока.

### Смерть
Скончался 1 июня 2014 года в возрасте 80 лет.